# René Lapierre
Pour les articles homonymes, voir Lapierre.
Œuvres principales
- L'Entretien du désespoir (2001)
- Pour les désespérés seulement (2012)
- Les Adieux (2017)

René Lapierre, né en 1953 à Saint-Hyacinthe, est un écrivain et professeur québécois.

## Biographie
Il enseigne de 1981 à 2015 la littérature (création littéraire, théorie des formes, éthique, esthétique et théories de la création) au département d’Études littéraires de l'Université du Québec à Montréal, où il a eu l’occasion de travailler avec un très grand nombre de poètes marquants de la relève québécoise.
Avant tout poète et essayiste, il publie à partir de 1980 une vingtaine d’ouvrages, parmi lesquels se distinguent le recueil de poésie Pour les désespérés seulement (2012), lauréat du prix Alain-Grandbois et du prix du Gouverneur général 2013, et Les Adieux (2017), Grand prix du livre de Montréal. Il publie également des essais sur l’écriture et les théories de la création, la critique sociale et la spectacularisation de la culture. Il a aussi publié en périodiques, dans des ouvrages collectifs ou dans les réseaux sociaux un grand nombre de textes d’engagement, notamment dans le contexte récent du Printemps érable.

## Œuvres

### Poésie
- Profil de l'ombre, Les Écrits des Forges, 1983  (ISBN 2-89046-054-1)
- Une encre sépia, L'Hexagone, 1990  (ISBN 2-89006-411-5)
- Effacement, L'Hexagone, 1991  (ISBN 2-89006-429-8)
- Là-bas c'est déjà demain, Herbes rouges, 1994  (ISBN 2-89419-045-X)
- Fais-moi mal Sarah, Herbes rouges, 1996  (ISBN 2-89419-087-5)
- Viendras-tu avec moi, Herbes rouges, 1996  (ISBN 2-89419-082-4)
- Love and Sorrow, Herbes rouges, 1998  (ISBN 2-89419-132-4)
- Piano, Herbes rouges, 2001  (ISBN 2-89419-191-X)
- L'Eau de Kiev, Herbes rouges, 2006  (ISBN 2-89419-250-9)
- Traité de physique, Herbes rouges, 2008  (ISBN 978-2-89419-280-1)
- Aimée soit la honte, Herbes rouges, 2010  (ISBN 978-2-89419-305-1)
- Pour les désespérés seulement, Herbes rouges, 2012, poésie  (ISBN 978-2-89419-338-9)Prix Alain-Grandbois 2013. Prix du Gouverneur général : poésie de langue française 2013
- La Carte des feux, Herbes rouges, 2015  (ISBN 978-2-89419-497-3)
- Les Adieux, Herbes rouges, 2017  (ISBN 978-2-89419-591-8)

### Romans
- Comme des mannequins, Primeur L'Échiquier, 1983  (ISBN 2-89286-003-2)
- L'Été Rébecca, Éditions du Seuil, 1985  (ISBN 2-02-008923-8)

### Essais
- Les Masques du récit. Lecture de Prochain épisode de Hubert Aquin, Hurtubise HMH, coll. « Littérature », 1980
- L'Imaginaire captif : Hubert Aquin, Les Quinze, coll. « Prose exacte », 1981  (ISBN 2-89026-263-4) Réédition, L'Hexagone, coll. « Typo », 1992  (ISBN 2-89295-062-7)
- Écrire l'Amérique, Herbes rouges, 1995  (ISBN 2-89419-070-0)
- L'Entretien du désespoir. Essai sur l'affolement, Herbes rouges, 2001  (ISBN 2-89419-179-0)
- Figures de l'abandon, Herbes rouges, 2002  (ISBN 2-89419-205-3)
- L'Atelier vide, Herbes rouges, 2003  (ISBN 2-89419-219-3)
- Renversements. L'Écriture-voix, Herbes rouges, 2011  (ISBN 978-2-89419-318-1)

## Honneurs

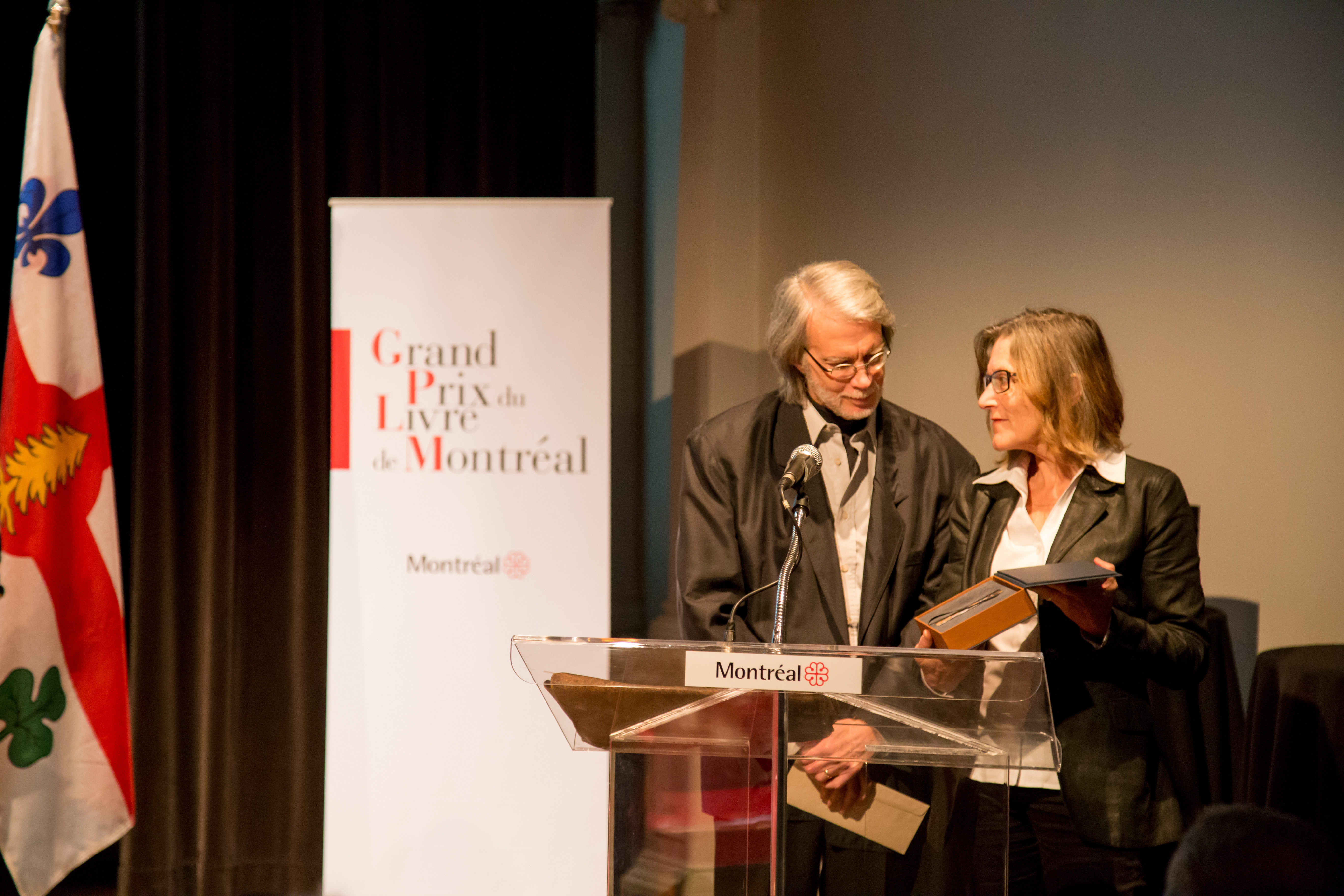
René Lapierre, lauréat du Grand Prix du livre de Montréal 2017 en compagnie de Suzanne Laverdière, directrice du Service de la culture de la Ville de Montréal.

- 2002 : Prix Victor-Barbeau de l'Académie des lettres du Québec[3], L'Entretien du désespoir
- 2012 : Prix de poésie Estuaire - Bistro Leméac[4], Pour les désespérés seulement
- 2013 : Prix Alain-Grandbois de l'Académie des lettres du Québec[5],[6], Pour les désespérés seulement
- 2013 : Prix du Gouverneur général : poésie de langue française[7],[8], Pour les désespérés seulement
- 2017 : Grand prix du livre de Montréal[9], Les Adieux